# A Prescription for the Blues
A Prescription for the Blues è un album in studio del pianista jazz statunitense Horace Silver, pubblicato nel 1997.

## Tracce
1. A Prescription for the Blues – 5:12
2. Whenever Lester Plays the Blues – 6:35
3. You Gotta Shake That Thing – 5:16
4. Yodel Lady Blues – 6:42
5. Brother John and Brother Gene – 4:43
6. Free at Last – 6:27
7. Walk On – 6:26
8. Sunrise in Malibu – 5:01
9. Doctor Jazz – 5:31

## Formazione
- Horace Silver – piano
- Randy Brecker – tromba
- Michael Brecker – sassofono tenore
- Ron Carter – basso
- Louis Hayes – batteria